# 欧蒂河畔弗罗昂
歐蒂河畔弗罗昂（法語：Frohen-sur-Authie，法語發音：[fʁɔɑ̃ syʁ oti]）是法国上法蘭西大區索姆省的一个市镇，属于亚眠区。该市镇于2007年由原市镇大弗罗昂和小弗罗昂合并而成。

## 地理
欧蒂河畔弗罗昂（50°12'11"N, 2°12'20"E）面积7.08 平方千米，位于法国上法蘭西大區索姆省，该省份为法国北部沿海省份，北起加来海峡省和北部省，西接滨海塞纳省和大西洋英吉利海峡，南至瓦兹省，东临埃纳省。
与欧蒂河畔弗罗昂接壤的市镇（或旧市镇、城区）包括：博尼耶尔、维莱洛皮塔勒、博瓦尔瓦旺、贝阿尔库尔、勒梅亚尔、梅兹罗勒、勒迈尼勒。
欧蒂河畔弗罗昂的时区为UTC+01:00、UTC+02:00（夏令时）。

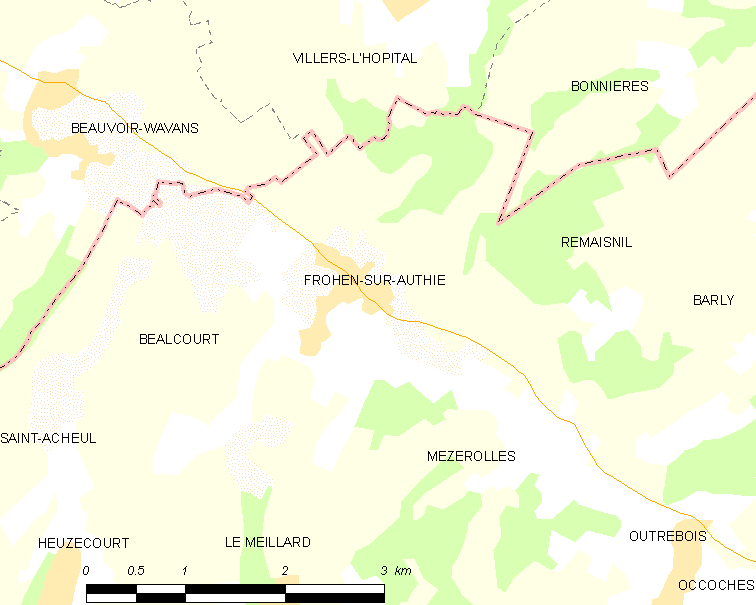
欧蒂河畔弗罗昂的OSM定位图

## 行政
欧蒂河畔弗罗昂的邮政编码为80370，INSEE市镇编码为80369。

## 政治
欧蒂河畔弗罗昂所属的省级选区为杜朗县。

## 人口

1962-2008年间欧蒂河畔弗罗昂人口变化图示

欧蒂河畔弗罗昂于2022年1月1日时的人口数量为243人。